# 史達勒克獸屬

史達勒克獸與人類的體型比較圖

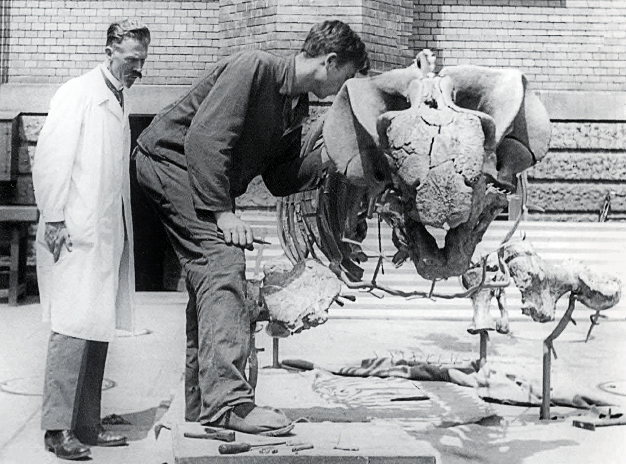
休尼與史達勒克獸的骨架模型，位於圖賓根大學

史達勒克獸屬（屬名：Stahleckeria）是種三疊紀中期的二齒獸類，生存於2億4000萬年前。牠們外表類似肯氏獸與牠們的近親。史達勒克獸有時被描繪成有毛的似哺乳爬行動物、或是外表崎嶇不平、覆蓋鱗片的動物。二齒獸類是群似哺乳爬行動物，且與犬齒獸類屬於不同演化支。
史達勒克獸是在1935年由古生物學家休尼（Friedrich von Huene）命名，屬名是以德國地質學家Rudolf Stahlecker為名，他在巴西的聖瑪利亞組（Santa Maria Formation）發現這些化石。史達勒克獸是種草食性動物，身長約4公尺，重量約400公斤。史達勒克獸與恐齒龍獸生存於相同時代的同一地區，但史達勒克獸的體型較大，兩者的差異可能反映了牠們以不同種類的植物為食。
史達勒克獸的化石目前在德國圖賓根大學展出。

## 外部連結
- Brazilian Society of Paleontology.
- Stahleckeria potens（页面存档备份，存于）